# Seznam členů Poslanecké sněmovny Parlamentu České republiky po volbách 2010
Toto je seznam členů Sněmovny Parlamentu ČR, kteří byli zvoleni ve volbách do Poslanecké sněmovny Parlamentu České republiky v roce 2010. Seznam obsahuje i poslance, kterým mandát vznikl až v průběhu volebního období.
20. srpna 2013 přijala Sněmovna 140 hlasy usnesení, navrhující prezidentovi republiky její rozpuštění. Prezident republiky Miloš Zeman dne 28. srpna 2013 dolní komoru Parlamentu rozpustil.

## Grafické znázornění
| 26   | 56   | 24 | 41     | 53  |
| KSČM | ČSSD | VV | TOP 09 | ODS |

## Vedení Sněmovny
Na začátku volebního období byl počet místopředsedů stanoven na 3. Během volebního období postupně rezignovaly místopředsedkyně Vlasta Parkanová a Kateřina Klasnová. Z původních místopředsedů zůstal ve funkci pouze Lubomír Zaorálek. Následně byl určen počet místopředsedů na 4 a k Lubomíru Zaorálkovi byli zvoleni Jiří Oliva, Jiří Pospíšil a Jan Hamáček.
| Funkce | Funkce             | Jméno             | Strana | Od                | Do                | Počet hlasů |
|        | Předsedkyně        | Miroslava Němcová | ODS    | 24. června 2010   | 28. srpna 2013    | 118/200     |
|        | 1. místopředseda * | Lubomír Zaorálek  | ČSSD   | 24. června 2010   | 28. srpna 2013    | 173/198     |
|        | Místopředsedkyně   | Kateřina Klasnová | VV     | 24. června 2010   | 23. dubna 2012    | 151/198     |
|        | Místopředsedkyně   | Vlasta Parkanová  | TOP 09 | 24. června 2010   | 11. července 2012 | 143/198     |
|        | Místopředseda      | Jiří Oliva        | TOP 09 | 5. září 2012      | 28. srpna 2013    | 131/180     |
|        | Místopředseda      | Jan Hamáček       | ČSSD   | 19. prosince 2012 | 28. srpna 2013    | 137/171     |
|        | Místopředseda      | Jiří Pospíšil     | ODS    | 19. prosince 2012 | 28. srpna 2013    | 129/171     |

* 1. místopředsedou byl určen rozhodnutím předsedkyně PSP Miroslavy Němcové.

## Seznam poslanců
| Jméno                   | Navrhující strana | Politická příslušnost | Zvolen v kraji  | Přednostní hlasy absolutně | Přednostní hlasy v % | Pořadové číslo | Dosažené pořadí |
| ----------------------- | ----------------- | --------------------- | --------------- | -------------------------- | -------------------- | -------------- | --------------- |
| Vojtěch Adam            | KSČM              | BEZPP                 | Jihomoravský    | 3 479                      | 5,00                 | 3              | 3               |
| Lenka Andrýsová         | VV                | VV                    | Olomoucký       | 2 227                      | 5,94                 | 1              | 1               |
| Pavel Antonín           | ČSSD              | ČSSD                  | Vysočina        | 3 289                      | 5,18                 | 19             | 2               |
| Michal Babák            | VV                | VV                    | Jihomoravský    | 1 910                      | 3,27                 | 2              | 2               |
| Jan Babor               | ČSSD              | ČSSD                  | Jihočeský       | 2 214                      | 3,23                 | 3              | 3               |
| Vít Bárta               | VV                | BEZPP                 | Hl. m. Praha    | 1 826                      | 2,77                 | 3              | 3               |
| Walter Bartoš           | ODS               | ODS                   | Jihomoravský    | 3 645                      | 3,30                 | 3              | 3               |
| Václav Baštýř           | ODS               | ODS                   | Jihočeský       | 2 340                      | 3,28                 | 2              | 3               |
| Jan Bauer               | ODS               | ODS                   | Jihočeský       | 4 416                      | 6,20                 | 1              | 2               |
| Zuzka Bebarová-Rujbrová | KSČM              | KSČM                  | Jihomoravský    | 6 520                      | 9,37                 | 1              | 1               |
| Pavel Bém               | ODS               | ODS                   | Hl. m. Praha    | 11 299                     | 7,15                 | 2              | 4               |
| Marek Benda             | ODS               | ODS                   | Hl. m. Praha    | 8 424                      | 5,33                 | 17             | 6               |
| Petr Benda              | ČSSD              | ČSSD                  | Ústecký         | 3 378                      | 3,70                 | 5              | 6               |
| Petr Bendl              | ODS               | ODS                   | Středočeský     | 16 593                     | 11,02                | 1              | 1               |
| Miroslav Bernášek       | ODS               | ODS                   | Středočeský     | 3 113                      | 2,06                 | 9              | 9               |
| Jiří Besser             | TOP 09            | BEZPP                 | Středočeský     | 5 500                      | 4,96                 | 2              | 2               |
| Zdeněk Bezecný          | TOP 09            | TOP 09                | Jihočeský       | 5 652                      | 9,75                 | 3              | 1               |
| Zdeněk Boháč            | ODS               | ODS                   | Olomoucký       | 5 509                      | 10,05                | 3              | 1               |
| Pavel Bohatec           | ODS               | ODS                   | Středočeský     | 2 252                      | 1,49                 | 8              | 8               |
| Vlasta Bohdalová        | ČSSD              | ČSSD                  | Jihočeský       | 3 140                      | 4,58                 | 2              | 2               |
| Robin Böhnisch          | ČSSD              | ČSSD                  | Královéhradecký | 2 788                      | 4,85                 | 3              | 3               |
| Petr Braný              | KSČM              | KSČM                  | Jihočeský       | 2 086                      | 5,12                 | 2              | 2               |
| Ludmila Bubeníková      | TOP 09            | BEZPP                 | Moravskoslezský | 2 746                      | 4,70                 | 2              | 2               |
| František Bublan        | ČSSD              | BEZPP                 | Vysočina        | 6 211                      | 9,78                 | 1              | 1               |
| Jan Bureš               | ODS               | ODS                   | Karlovarský     | 2 087                      | 9,05                 | 4              | 1               |
| Václav Cempírek         | TOP 09            | BEZPP                 | Pardubický      | 3 613                      | 8,69                 | 9              | 2               |
| Josef Cogan             | TOP 09            | STAN                  | Královéhradecký | 2 975                      | 5,34                 | 2              | 2               |
| Jan Čechlovský          | ODS               | ODS                   | Pardubický      | 3 172                      | 6,07                 | 9              | 2               |
| Jana Černochová         | ODS               | ODS                   | Hl. m. Praha    | 14 528                     | 9,19                 | 3              | 2               |
| Alexander Černý         | KSČM              | KSČM                  | Olomoucký       | 2 621                      | 6,17                 | 1              | 1               |
| Karel Černý             | ČSSD              | ČSSD                  | Vysočina        | 2 126                      | 3,34                 | 2              | 3               |
| František Dědič         | ODS               | ODS                   | Jihočeský       | 2 131                      | 2,99                 | 3              | 4               |
| Jiří Dienstbier         | ČSSD              | ČSSD                  | Hl. m. Praha    | 6 838                      | 7,07                 | 9              | 5               |
| Josef Dobeš             | VV                | VV                    | Jihomoravský    | 1 675                      | 2,87                 | 1              | 1               |
| Michal Doktor           | ODS               | ODS                   | Jihočeský       | 6 693                      | 9,40                 | 7              | 1               |
| Jiří Dolejš             | KSČM              | KSČM                  | Hl. m. Praha    | 4 770                      | 11,45                | 1              | 1               |
| Richard Dolejš          | ČSSD              | ČSSD                  | Středočeský     | 4 710                      | 3,64                 | 3              | 3               |
| Jaromír Drábek          | TOP 09            | TOP 09                | Ústecký         | 3 018                      | 6,21                 | 1              | 1               |
| Jana Drastichová        | VV                | VV                    | Moravskoslezský | 2 619                      | 3,83                 | 3              | 3               |
| Pavel Drobil            | ODS               | ODS                   | Moravskoslezský | 7 744                      | 7,58                 | 1              | 1               |
| Jaroslav Eček           | TOP 09            | TOP 09                | Hl. m. Praha    | 1 073                      | 0,61                 | 8              | 8               |
| Milada Emmerová         | ČSSD              | ČSSD                  | Plzeňský        | 7 715                      | 12,50                | 8              | 1               |
| Jan Farský              | TOP 09            | SLK                   | Liberecký       | 3 425                      | 8,23                 | 17             | 1               |
| Radim Fiala             | ODS               | ODS                   | Olomoucký       | 4 980                      | 9,09                 | 2              | 2               |
| Vojtěch Filip           | KSČM              | KSČM                  | Jihočeský       | 5 260                      | 12,91                | 1              | 1               |
| Dana Filipi             | ODS               | ODS                   | Jihomoravský    | 5 365                      | 4,86                 | 5              | 5               |
| Jana Fischerová         | ODS               | ODS                   | Vysočina        | 3 367                      | 7,21                 | 12             | 2               |
| Jan Florián             | ODS               | ODS                   | Hl. m. Praha    | 8 126                      | 5,14                 | 36             | 8               |
| Jaroslav Foldyna        | ČSSD              | ČSSD                  | Ústecký         | 11 902                     | 13,04                | 6              | 3               |
| Štěpánka Fraňková       | VV                | SNK ED                | Pardubický      | 2 087                      | 6,67                 | 4              | 1               |
| Ivan Fuksa              | ODS               | ODS                   | Středočeský     | 4 468                      | 2,96                 | 4              | 4               |
| Petr Gandalovič         | ODS               | ODS                   | Ústecký         | 7 064                      | 11,10                | 1              | 1               |
| Petr Gazdík             | TOP 09            | STAN                  | Zlínský         | 5 757                      | 13,37                | 1              | 1               |
| Miroslav Grebeníček     | KSČM              | KSČM                  | Jihomoravský    | 6 247                      | 8,97                 | 2              | 2               |
| Martin Gregora          | TOP 09            | TOP 09                | Jihočeský       | 4 327                      | 7,46                 | 20             | 2               |
| Stanislav Grospič       | KSČM              | KSČM                  | Středočeský     | 4 650                      | 6,70                 | 1              | 1               |
| Milada Halíková         | KSČM              | BEZPP                 | Moravskoslezský | 4 387                      | 5,95                 | 4              | 2               |
| Jan Hamáček             | ČSSD              | ČSSD                  | Středočeský     | 4 500                      | 3,47                 | 4              | 4               |
| Alena Hanáková          | TOP 09            | BEZPP                 | Zlínský         | 2 453                      | 5,70                 | 3              | 2               |
| Michal Hašek            | ČSSD              | ČSSD                  | Jihomoravský    | 25 181                     | 18,05                | 11             | 1               |
| Leoš Heger              | TOP 09            | TOP 09                | Královéhradecký | 7 956                      | 14,30                | 1              | 1               |
| Pavel Hojda             | KSČM              | KSČM                  | Karlovarský     | 1 534                      | 9,01                 | 1              | 1               |
| Petr Holeček            | TOP 09            | BEZPP                 | Středočeský     | 2 066                      | 1,86                 | 6              | 6               |
| Pavel Holík             | ČSSD              | ČSSD                  | Olomoucký       | 6 938                      | 8,80                 | 6              | 1               |
| Václav Horáček          | TOP 09            | SLK                   | Liberecký       | 3 040                      | 7,30                 | 1              | 2               |
| Zdeňka Horníková        | ODS               | ODS                   | Královéhradecký | 4 635                      | 7,96                 | 6              | 1               |
| Gabriela Hubáčková      | KSČM              | BEZPP                 | Ústecký         | 2 704                      | 5,41                 | 3              | 2               |
| Petr Hulinský           | ČSSD              | ČSSD                  | Hl. m. Praha    | 7 744                      | 8,00                 | 2              | 2               |
| Stanislav Huml          | VV                | BEZPP                 | Středočeský     | 6 290                      | 9,30                 | 7              | 1               |
| Jan Husák               | TOP 09            | TOP 09                | Jihomoravský    | 2 043                      | 2,23                 | 2              | 3               |
| Jitka Chalánková        | TOP 09            | TOP 09                | Olomoucký       | 3 561                      | 8,18                 | 1              | 1               |
| Otto Chaloupka          | VV                | VV                    | Jihomoravský    | 1 726                      | 2,96                 | 3              | 3               |
| Tomáš Chalupa           | ODS               | ODS                   | Hl. m. Praha    | 13 313                     | 8,42                 | 9              | 3               |
| Rudolf Chlad            | TOP 09            | TOP 09                | Karlovarský     | 3 299                      | 15,63                | 3              | 1               |
| Jan Chvojka             | ČSSD              | ČSSD                  | Pardubický      | 3 034                      | 5,13                 | 19             | 2               |
| Petr Jalowiczor         | ČSSD              | ČSSD                  | Moravskoslezský | 4 281                      | 2,51                 | 8              | 8               |
| Igor Jakubčík           | ČSSD              | ČSSD                  | Plzeňský        | 2 134                      | 3,45                 | 4              | 5               |
| Vítězslav Jandák        | ČSSD              | ČSSD                  | Jihočeský       | 7 175                      | 10,47                | 1              | 1               |
| Michal Janek            | TOP 09            | BEZPP                 | Plzeňský        | 3 181                      | 6,68                 | 3              | 2               |
| Miroslav Jeník          | ODS               | ODS                   | Středočeský     | 2 132                      | 1,41                 | 5              | 5               |
| Luděk Jeništa           | TOP 09            | BEZPP                 | Středočeský     | 4 526                      | 4,08                 | 4              | 4               |
| Ladislav Jirků          | TOP 09            | BEZPP                 | Vysočina        | 2 580                      | 6,63                 | 1              | 2               |
| Radim Jirout            | ODS               | ODS                   | Pardubický      | 2 696                      | 5,16                 | 16             | 3               |
| Radek John              | VV                | VV                    | Hl. m. Praha    | 13 841                     | 21,05                | 1              | 1               |
| David Kádner            | VV                | VV                    | Ústecký         | 1 053                      | 2,47                 | 2              | 2               |
| Gabriela Kalábková      | ČSSD              | ČSSD                  | Hl. m. Praha    | 2 887                      | 2,98                 | 4              | 7               |
| Miroslav Kalousek       | TOP 09            | TOP 09                | Středočeský     | 7 230                      | 6,52                 | 1              | 1               |
| Jana Kaslová            | TOP 09            | TOP 09                | Hl. m. Praha    | 5 758                      | 3,31                 | 7              | 7               |
| Jan Klán                | KSČM              | KSČM                  | Středočeský     | 1 839                      | 2,65                 | 3              | 3               |
| Kateřina Klasnová       | VV                | VV                    | Středočeský     | 3 763                      | 5,56                 | 1              | 2               |
| Václav Klučka           | ČSSD              | ČSSD                  | Moravskoslezský | 3 719                      | 2,18                 | 4              | 4               |
| Kristýna Kočí           | VV                | VV                    | Moravskoslezský | 5 689                      | 8,33                 | 1              | 1               |
| Lenka Kohoutová         | ODS               | ODS                   | Hl. m. Praha    | 10 251                     | 6,48                 | 29             | 5               |
| Jozef Kochan            | ODS               | ODS                   | Královéhradecký | 2 212                      | 3,80                 | 1              | 5               |
| Kateřina Konečná        | KSČM              | KSČM                  | Moravskoslezský | 7 475                      | 10,15                | 1              | 1               |
| Vladimír Koníček        | KSČM              | KSČM                  | Zlínský         | 2 642                      | 8,52                 | 1              | 1               |
| Daniel Korte            | TOP 09            | TOP 09                | Hl. m. Praha    | 4 372                      | 2,51                 | 4              | 4               |
| Jiří Koskuba            | ČSSD              | ČSSD                  | Hl. m. Praha    | 7 368                      | 7,61                 | 6              | 4               |
| Rom Kostřica            | TOP 09            | TOP 09                | Jihomoravský    | 7 579                      | 8,28                 | 5              | 2               |
| Patricie Kotalíková     | TOP 09            | TOP 09                | Ústecký         | 2 999                      | 6,17                 | 11             | 2               |
| Václav Koubík           | ČSSD              | ČSSD                  | Plzeňský        | 1 332                      | 2,15                 | 3              | 5               |
| Pavel Kováčik           | KSČM              | KSČM                  | Vysočina        | 2 725                      | 7,49                 | 1              | 1               |
| Jaroslav Krákora        | ČSSD              | ČSSD                  | Ústecký         | 5 990                      | 6,56                 | 3              | 4               |
| Jiří Krátký             | ČSSD              | ČSSD                  | Olomoucký       | 2 147                      | 2,72                 | 3              | 3               |
| Jaroslav Krupka         | ODS               | ODS                   | Moravskoslezský | 1 281                      | 1,25                 | 5              | 5               |
| Stanislav Křeček        | ČSSD              | ČSSD                  | Hl. m. Praha    | 7 723                      | 7,98                 | 18             | 3               |
| Jan Kubata              | ODS               | ODS                   | Ústecký         | 4 532                      | 7,12                 | 4              | 4               |
| Václav Kubata           | TOP 09            | TOP 09                | Hl. m. Praha    | 4 875                      | 2,80                 | 3              | 3               |
| Helena Langšádlová      | TOP 09            | TOP 09                | Středočeský     | 4 069                      | 3,67                 | 5              | 5               |
| Jan Látka               | ČSSD              | ČSSD                  | Plzeňský        | 3 464                      | 5,61                 | 6              | 3               |
| František Laudát        | TOP 09            | TOP 09                | Hl. m. Praha    | 2 812                      | 1,61                 | 5              | 5               |
| Vladimíra Lesenská      | ČSSD              | ČSSD                  | Královéhradecký | 2 613                      | 4,55                 | 2              | 2               |
| Ivana Levá              | KSČM              | KSČM                  | Plzeňský        | 2 552                      | 7,27                 | 3              | 1               |
| Jaroslav Lobkowicz      | TOP 09            | TOP 09                | Plzeňský        | 5 786                      | 12,15                | 1              | 1               |
| Pavol Lukša             | TOP 09            | TOP 09                | Moravskoslezský | 3 846                      | 6,59                 | 1              | 1               |
| Soňa Marková            | KSČM              | KSČM                  | Královéhradecký | 2 719                      | 8,83                 | 1              | 1               |
| Jaroslav Martinů        | ODS               | ODS                   | Pardubický      | 3 896                      | 7,46                 | 18             | 1               |
| Květa Matušovská        | KSČM              | KSČM                  | Pardubický      | 1 931                      | 6,40                 | 4              | 1               |
| Martin Mečíř            | ODS               | ODS                   | Královéhradecký | 3 002                      | 5,16                 | 17             | 4               |
| Václav Mencl            | ODS               | ODS                   | Jihomoravský    | 4 476                      | 4,05                 | 1              | 1               |
| Alfréd Michalík         | ČSSD              | ČSSD                  | Moravskoslezský | 3 862                      | 2,27                 | 2              | 2               |
| Dagmar Navrátilová      | VV                | VV                    | Olomoucký       | 1 722                      | 4,60                 | 2              | 2               |
| Petr Nečas              | ODS               | ODS                   | Zlínský         | 13 221                     | 20,58                | 1              | 1               |
| Marie Nedvědová         | KSČM              | BEZPP                 | Liberecký       | 1 718                      | 7,77                 | 1              | 1               |
| Josef Nekl              | KSČM              | KSČM                  | Olomoucký       | 2 070                      | 4,87                 | 2              | 2               |
| Miroslava Němcová       | ODS               | ODS                   | Vysočina        | 5 278                      | 11,31                | 1              | 1               |
| Vít Němeček             | ODS               | ODS                   | Liberecký       | 3 007                      | 6,86                 | 6              | 1               |
| Václav Neubauer         | ČSSD              | ČSSD                  | Pardubický      | 2 104                      | 3,56                 | 2              | 3               |
| František Novosad       | ČSSD              | ČSSD                  | Zlínský         | 2 437                      | 3,60                 | 3              | 3               |
| Josef Novotný           | ČSSD              | ČSSD                  | Karlovarský     | 2 454                      | 8,09                 | 13             | 1               |
| Josef Novotný           | VV                | SNK ED                | Vysočina        | 1 067                      | 3,97                 | 1              | 1               |
| Ivan Ohlídal            | ČSSD              | ČSSD                  | Jihomoravský    | 2 851                      | 2,04                 | 3              | 4               |
| Jiří Oliva              | TOP 09            | TOP 09                | Královéhradecký | 2 294                      | 4,12                 | 3              | 3               |
| Miroslav Opálka         | KSČM              | KSČM                  | Moravskoslezský | 3 669                      | 4,98                 | 2              | 3               |
| Hana Orgoníková         | ČSSD              | ČSSD                  | Královéhradecký | 3 350                      | 5,83                 | 1              | 1               |
| Viktor Paggio           | VV                | VV                    | Jihočeský       | 1 327                      | 3,73                 | 1              | 1               |
| Jan Pajer               | ODS               | ODS                   | Královéhradecký | 3 068                      | 5,27                 | 20             | 3               |
| Jiří Papež              | ODS               | ODS                   | Plzeňský        | 2 469                      | 4,16                 | 2              | 3               |
| Vlasta Parkanová        | TOP 09            | TOP 09                | Jihočeský       | 4 003                      | 6,90                 | 1              | 3               |
| Jiří Paroubek           | ČSSD              | ČSSD                  | Ústecký         | 18 518                     | 20,30                | 1              | 1               |
| Karolína Peake          | VV                | VV                    | Hl. m. Praha    | 4 851                      | 7,37                 | 2              | 2               |
| Martin Pecina           | ČSSD              | BEZPP                 | Hl. m. Praha    | 15 095                     | 15,60                | 1              | 1               |
| Gabriela Pecková        | TOP 09            | TOP 09                | Hl. m. Praha    | 7 282                      | 4,18                 | 6              | 6               |
| Roman Pekárek           | ODS               | ODS                   | Středočeský     | 6 471                      | 4,30                 | 10             | 10              |
| Břetislav Petr          | ČSSD              | ČSSD                  | Moravskoslezský | 2 252                      | 1,32                 | 9              | 9               |
| Miroslav Petráň         | VV                | SNK ED                | Pardubický      | 1 740                      | 5,56                 | 1              | 2               |
| Jiří Petrů              | ČSSD              | ČSSD                  | Jihomoravský    | 2 500                      | 1,79                 | 6              | 7               |
| Jaroslav Plachý         | ODS               | ODS                   | Zlínský         | 2 602                      | 4,05                 | 3              | 4               |
| Pavel Ploc              | ČSSD              | ČSSD                  | Liberecký       | 5 594                      | 13,47                | 1              | 1               |
| Stanislav Polčák        | TOP 09            | STAN                  | Hl. m. Praha    | 6 083                      | 3,49                 | 2              | 2               |
| Jiří Pospíšil           | ODS               | ODS                   | Plzeňský        | 8 411                      | 14,19                | 1              | 1               |
| Anna Putnová            | TOP 09            | TOP 09                | Jihomoravský    | 9 246                      | 10,11                | 1              | 1               |
| Aleš Rádl               | ODS               | ODS                   | Středočeský     | 1 224                      | 0,81                 | 6              | 6               |
| David Rath              | ČSSD              | ČSSD                  | Středočeský     | 13 817                     | 10,68                | 2              | 1               |
| Aleš Roztočil           | TOP 09            | BEZPP                 | Vysočina        | 2 724                      | 7,00                 | 19             | 1               |
| Jiří Rusnok             | VV                | VV                    | Moravskoslezský | 2 952                      | 4,32                 | 2              | 2               |
| Marie Rusová            | KSČM              | KSČM                  | Vysočina        | 1 952                      | 5,37                 | 3              | 2               |
| Adam Rykala             | ČSSD              | ČSSD                  | Moravskoslezský | 3 958                      | 2,32                 | 6              | 6               |
| Ivana Řápková           | ODS               | ODS                   | Ústecký         | 5 236                      | 8,23                 | 2              | 2               |
| Antonín Seďa            | ČSSD              | ČSSD                  | Zlínský         | 2 942                      | 4,34                 | 4              | 4               |
| Marta Semelová          | KSČM              | KSČM                  | Hl. m. Praha    | 3 099                      | 7,44                 | 2              | 2               |
| Jaroslava Schejbalová   | TOP 09            | TOP 09                | Jihomoravský    | 4 350                      | 4,75                 | 3              | 4               |
| Karel Schwarzenberg     | TOP 09            | TOP 09                | Hl. m. Praha    | 46 087                     | 26,51                | 1              | 1               |
| František Sivera        | ODS               | ODS                   | Jihomoravský    | 2 577                      | 2,33                 | 6              | 6               |
| Jiří Skalický           | TOP 09            | BEZPP                 | Pardubický      | 5 598                      | 13,47                | 3              | 1               |
| Roman Sklenák           | ČSSD              | ČSSD                  | Jihomoravský    | 1 549                      | 1,11                 | 5              | 6               |
| Petr Skokan             | VV                | VV                    | Liberecký       | 3 050                      | 11,14                | 1              | 1               |
| Ladislav Skopal         | ČSSD              | ČSSD                  | Jihomoravský    | 2 560                      | 1,83                 | 4              | 5               |
| Jan Smutný              | TOP 09            | TOP 09                | Středočeský     | 4 255                      | 3,83                 | 3              | 3               |
| Josef Smýkal            | ČSSD              | ČSSD                  | Zlínský         | 2 119                      | 3,13                 | 2              | 2               |
| Bohuslav Sobotka        | ČSSD              | ČSSD                  | Jihomoravský    | 23 962                     | 17,18                | 1              | 2               |
| Pavel Staněk            | ODS               | ODS                   | Královéhradecký | 3 936                      | 6,76                 | 4              | 2               |
| Zbyněk Stanjura         | ODS               | ODS                   | Moravskoslezský | 4 262                      | 4,17                 | 4              | 4               |
| Miroslava Strnadlová    | ČSSD              | ČSSD                  | Zlínský         | 2 027                      | 2,99                 | 5              | 5               |
| Jana Suchá              | VV                | VV                    | Karlovarský     | 1 025                      | 6,65                 | 5              | 1               |
| Pavel Suchánek          | ODS               | ODS                   | Jihomoravský    | 2 110                      | 1,91                 | 2              | 2               |
| Miroslav Svoboda        | ČSSD              | ČSSD                  | Hl. m. Praha    | 2 424                      | 2,50                 | 3              | 6               |
| Pavel Svoboda           | ODS               | ODS                   | Zlínský         | 2 305                      | 3,58                 | 2              | 3               |
| Igor Svoják             | ODS               | ODS                   | Moravskoslezský | 2 975                      | 2,91                 | 3              | 3               |
| Bořivoj Šarapatka       | TOP 09            | BEZPP                 | Olomoucký       | 3 504                      | 8,05                 | 3              | 2               |
| David Šeich             | ODS               | ODS                   | Jihomoravský    | 3 214                      | 2,91                 | 4              | 4               |
| Josef Šenfeld           | KSČM              | KSČM                  | Ústecký         | 2 927                      | 5,86                 | 1              | 1               |
| Karel Šidlo             | KSČM              | KSČM                  | Plzeňský        | 2 227                      | 6,34                 | 1              | 2               |
| Ladislav Šincl          | ČSSD              | ČSSD                  | Moravskoslezský | 3 772                      | 2,21                 | 7              | 7               |
| Jaroslav Škárka         | VV                | VV                    | Plzeňský        | 655                        | 2,39                 | 1              | 1               |
| Zdeněk Škromach         | ČSSD              | ČSSD                  | Zlínský         | 8 771                      | 12,95                | 1              | 1               |
| Václav Šlajs            | ČSSD              | ČSSD                  | Plzeňský        | 2 955                      | 4,79                 | 2              | 4               |
| Jiří Šlégr              | ČSSD              | ČSSD                  | Ústecký         | 12 448                     | 13,64                | 2              | 2               |
| Marek Šnajdr            | ODS               | ODS                   | Středočeský     | 6 314                      | 4,19                 | 3              | 3               |
| Jiří Štětina            | VV                | SNK ED                | Královéhradecký | 1 934                      | 5,45                 | 2              | 1               |
| Boris Šťastný           | ODS               | ODS                   | Hl. m. Praha    | 8 292                      | 5,24                 | 4              | 7               |
| Milan Šťovíček          | VV                | BEZPP                 | Ústecký         | 4 278                      | 10,04                | 1              | 1               |
| Jiří Šulc               | ODS               | ODS                   | Ústecký         | 4 599                      | 7,23                 | 3              | 3               |
| Josef Tancoš            | ČSSD              | ČSSD                  | Ústecký         | 2 485                      | 2,72                 | 4              | 5               |
| Jeroným Tejc            | ČSSD              | ČSSD                  | Jihomoravský    | 9 972                      | 7,14                 | 2              | 3               |
| Petr Tluchoř            | ODS               | ODS                   | Středočeský     | 4 790                      | 3,18                 | 2              | 2               |
| Tomáš Úlehla            | ODS               | ODS                   | Zlínský         | 4 018                      | 6,25                 | 4              | 2               |
| Milan Urban             | ČSSD              | ČSSD                  | Středočeský     | 13 756                     | 10,63                | 1              | 2               |
| Martin Vacek            | VV                | VV                    | Zlínský         | 2 046                      | 6,82                 | 1              | 1               |
| Dana Váhalová           | ČSSD              | ČSSD                  | Moravskoslezský | 4 922                      | 2,89                 | 3              | 3               |
| Jaroslav Vandas         | ČSSD              | ČSSD                  | Středočeský     | 2 448                      | 1,89                 | 5              | 5               |
| Miroslav Váňa           | ČSSD              | ČSSD                  | Pardubický      | 3 083                      | 5,22                 | 1              | 1               |
| Roman Váňa              | ČSSD              | ČSSD                  | Olomoucký       | 5 313                      | 6,74                 | 2              | 2               |
| Ladislav Velebný        | ČSSD              | ČSSD                  | Moravskoslezský | 1 826                      | 1,07                 | 5              | 5               |
| Jan Vidím               | ODS               | ODS                   | Středočeský     | 5 494                      | 3,65                 | 7              | 7               |
| Vladislav Vilímec       | ODS               | ODS                   | Plzeňský        | 3 436                      | 5,79                 | 10             | 2               |
| David Vodrážka          | ODS               | ODS                   | Hl. m. Praha    | 14 545                     | 9,20                 | 1              | 1               |
| Miloslava Vostrá        | KSČM              | KSČM                  | Středočeský     | 2 462                      | 3,54                 | 2              | 2               |
| Václav Votava           | ČSSD              | ČSSD                  | Plzeňský        | 3 614                      | 5,85                 | 1              | 2               |
| Radim Vysloužil         | VV                | VV                    | Středočeský     | 2 191                      | 3,24                 | 2              | 3               |
| Ivana Weberová          | ODS               | ODS                   | Liberecký       | 2 806                      | 6,40                 | 9              | 2               |
| Jaroslava Wenigerová    | ODS               | ODS                   | Moravskoslezský | 3 687                      | 3,61                 | 2              | 2               |
| Renáta Witoszová        | TOP 09            | BEZPP                 | Moravskoslezský | 1 921                      | 3,29                 | 3              | 3               |
| Lubomír Zaorálek        | ČSSD              | ČSSD                  | Moravskoslezský | 23 712                     | 13,94                | 1              | 1               |
| Cyril Zapletal          | ČSSD              | ČSSD                  | Liberecký       | 2 295                      | 5,52                 | 2              | 2               |
| Jiří Zemánek            | ČSSD              | ČSSD                  | Olomoucký       | 2 904                      | 3,68                 | 4              | 4               |
| Václav Zemek            | ČSSD              | ČSSD                  | Středočeský     | 1 615                      | 1,24                 | 6              | 6               |
| Petr Zgarba             | ČSSD              | ČSSD                  | Vysočina        | 1 761                      | 2,77                 | 3              | 4               |

Legenda

## Poslanecké kluby

### Poslanecký klub České strany sociálně demokratické(ve volbách 56 mandátů, 54 mandátů v roce 2013)
- předsedové klubu: Bohuslav Sobotka a Jeroným Tejc
- v průběhu volebního období opustili klub 3 poslanci a jeden poslanec se ke klubu během volebního období přidal (Stanislav Huml, původně za Věci Veřejné)
- 10 poslanců se vzdalo mandátu nebo jim mandát zanikl a byli nahrazeni
- jednalo se o nejsilnější opoziční klub

### Poslanecký klub Občanské demokratické strany(ve volbách 53 mandátů, 48 mandátů v roce 2013)
- předsedové klubu: Petr Tluchoř, Zbyněk Stanjura a Marek Benda
- v průběhu volebního období klub opustilo 5 poslanců
- 6 poslanců se vzdalo mandátu nebo jim mandát zanikl a byli nahrazeni
- od července 2010 do června 2013 byl tento klub nejsilnějším klubem vládní koalice TOP09 a VV / později LIDEM

### Poslanecký klub TOP 09 a Starostové(ve volbách 41 mandátů, 42 mandátů v roce 2013)
- předseda klubu: Petr Gazdík
- 1 poslanci zanikl mandát a byl nahrazen
- během volebního období klub neopustil žádný poslanec; ke klubu se přidal Milan Šťovíček, původně Věci Veřejné
- od července 2010 do června 2013 tvořil tento klub vládní koalici s ODS a VV / později LIDEM

### Poslanecký klub Komunistické strany Čech a Moravy(ve volbách 26 mandátů, 26 mandátů v roce 2013)
- předseda klubu: Pavel Kováčik
- žádný poslanec nerezignoval ani mu nezanikl mandát
- během volebního období klub neopustil žádný poslanec
- jednalo se o opoziční klub

### Poslanecký klub Věcí veřejných(ve volbách 24 mandátů, 11 mandátů v roce 2013)
- předsedové klubu: Josef Dobeš, Kristýna Kočí, Karolína Peake, Vít Bárta a Kateřina Klasnová
- jedna poslankyně během volebního období rezignovala a byla nahrazena
- během volebního období opustilo klub 13 poslanců – většina opustila stranu a přešla do nově vzniklé strany LIDEM, jeden poslanec se přidal k TOP 09
- od července 2010 do dubna 2012 tvořil klub koalici s ODS a TOP09

### Nezařazení poslanci (0 ve volbách, 19 poslanců v roce 2013)

#### původně zaČSSD(3)
- David Rath (od května 2012 ve vyšetřovací vazbě)

##### Národní socialisté – levice 21. století(od listopadu 2011)
- Jiří Paroubek; Petr Benda (v červnu 2013 nahradil Jiřího Šlégra, který na poslanecký mandát rezignoval)

#### původně zaODS(5)
- Jan Florián, Tomáš Úlehla (vyloučení z klubu ODS kvůli nedodržení dohody při hlasování o důvěře Rusnokově vládě)
- Roman Pekárek (od února 2013 ve výkonu trestu)
- Radim Fiala
- Michal Doktor (hnutí Jihočeši 2012)

#### původně zaVěci veřejné(11)
- Josef Dobeš
- Kristýna Kočí
- Jaroslav Škárka

##### VIZE 2014(8)
- Lenka Andrýsová, Dagmar Navrátilová, Viktor Paggio, Karolína Peake, Jiří Rusnok, Jana Suchá, Martin Vacek, Radim Vysloužil